# Ranuccio al II-lea, Duce de Parma
Ranuccio II Farnese (n. 17 septembrie 1630, Parma, Ducatul Parmei – d. 11 decembrie 1694, Parma, Ducatul Parmei) a fost al 6-lea Duce de Parma și Piacenza din 1646 până la moartea sa și Duce de Castro din 1646 până în 1649.

## Biografie

### Naștere și succesiune
Ranuccio a fost fiul cel mare al lui Odoardo Farnese, al 5-lea duce suveran de Parma, și al soției sale, Margherita de Medici. După moartea bruscă a tatălui său, la doar 34 de ani, Ranuccio i-a succedat ca duce. Cum el era minor, primii doi ani ai domniei sale au fost sub regența unchiului său, Francesco Maria Farnese, și a mamei sale.
Ranuccio a aparținut Casei de Farnese, fondată de Papa Paul al III-lea. Ducii Farnese au domnit în Parma și Piacenza de când fiul nelegitim al Papei Paul, Pier Luigi Farnese, a primit ducatul în posesie. Pier Luigi a fost, de asemenea, Duce de Castro, un titlu conferit de către tatăl său, după ce acesta din urmă a creat teritoriul din ținuturile recuperate după moartea lui Ranuccio cel Bătrân, fratele mai mic a lui Pier Luigi.

### Conflicte cu papalitatea
În timpul domniei tatălui său în Castro, un fief farnese în statele papale de nord ale Romei, pe care Barberini (familia Papei Urban) erau dornici să-l dobândească, a provocat ca Odoardo să fie excomunicat în 1641.
Ranuccio a refuzat să ramburseze datoriile contractate de către tatăl său, în ciuda faptului că acesta din urmă a semnat un tratat de pace prin care urma ca acest lucru să se întâmple. De asemenea, el a refuzat să-l recunoască pe noul episcop de Castro, numit de succesorul Papei Urban, Papa Inocențiu al X-lea. În 1649, noul episcop, cardinalul Cristoforo Giarda, a fost ucis în drumul său spre Castro. Papa l-a acuzat pe Ranuccio de crimă și ca represalii forțele loaiale papei au asediat Castro. În luna august a aceluiași an, trupele parmeneze au fost zdrobite, nu departe de Bologna, și Ranuccio a rămas fără mijloce de a-și obține înapoi fieful, în ciuda încercărilor sale de a-l cumpăra înapoi cu bani.
În 1672 el a cumpărat principatele Bardi și Compiano. În ultimele zile ale domniei sale, ducatul a suferit foarte mult de prezența trupelor imperiale, care luptau în disputa dintre Victor Amadeus al II-lea de Savoia și Franța.
1. 1 2  RKDartists, accesat în 22 iulie 2019
2. ↑  IdRef, accesat în 11 mai 2020